# BAN BAN BAN (曲)
「BAN BAN BAN」（バン・バン・バン）は、KUWATA BANDの楽曲。自身のデビューシングルとして、タイシタレーベルから7インチレコードで1986年4月5日に発売された。
1993年6月27日に8cmCDとして、2001年6月25日には12cmCDで再発売している。2016年2月26日にはダウンロード配信、2019年12月20日にはストリーミング配信を開始した。

## 背景
1985年までサザンオールスターズとして活動していた原由子が産休に入ったことによりバンドが活動休止に入り、1986年からは桑田佳祐と松田弘は1年間限定でKUWATA BANDとして活動を始め、本作が最初の作品となった。

## チャート成績
本作はデビューシングルにして、4枚のシングルで最大の売り上げを記録している。また、本作発売当時はおニャン子クラブ全盛期などでランキングは毎週入れ替わっていたが、本作はオリコンチャート13週連続TOP20入りを果たした。

## 受賞歴
| 年     | 音楽賞                        | 結果                               | 出典  |
| ------ | ----------------------------- | ---------------------------------- | ----- |
| 1987年 | 第1回日本ゴールドディスク大賞 | ベスト・シングル・オブ・ザ・イヤー | [ 5 ] |

## 収録曲
- 収録時間：7:38

1. BAN BAN BAN (4:37)
（作詞・作曲：桑田佳祐 / 編曲：KUWATA BAND）
資生堂『NUDIA』『サンズ パクト』CMソング。ユニクロ「Life Wear/Life Colors編」CMソング[注 1]。
サザンらしいポップな要素を生かしながら、ストレートでシャープなサウンドになっており[1]、桑田はトイレで用をたしながらメロディが浮かんできたと言う[7]。
2022年の全国ツアー『お互い元気に頑張りましょう!!』ではアコースティックバージョンとしてアレンジしたうえで演奏された[8]。2023年5月3日にはこのツアーの東京ドーム公演を収録したライブ・ビデオが発売されることに合わせてYouTubeにその模様を公開している[8]。
2. 鰐 (2:58)
（作詞・作曲：桑田佳祐 / 編曲：KUWATA BAND）
歌詞は東京ディズニーランドやプラスティック・オノ・バンドが登場する。後に桑田はオノ・ヨーコのことを「ジョンはあのオバサンにいてこまされた」「オノ・ヨーコっていうひとがゾンビに見えた」などといったことを著書で述べていた[9]。その一方で「それが彼（ジョン）にとって大きな幸せの獲得につながったんじゃないか」と述べたり[10]、好きな曲として「ビコーズ」を挙げたり[11]、2011年に「現代人諸君!!」を発表する際にオノに許可を得たり[12]、オノの依頼を受けて同年の「Dream Power ジョン・レノン スーパー・ライヴ」に特別ゲストとして出演するなどしている[13]。

## 参加ミュージシャン
- 桑田佳祐:Vocal, Guitar
- 小島良喜:Keyboard, Vocal
- 今野多久郎:Percussion, Vocal
- 琢磨仁:Bass, Vocal
- 河内淳一:Guitar, Vocal
- 松田弘:Drums, Vocal
- 大谷幸:Keyboards, Chorus
- 美久月千晴:Bass
- 藤井丈司:Computer Operation

## カバー
- BAN BAN BAN
  - 猿岩石 - アルバム『1986』に収録。

## 収録アルバム
| 曲名        | 作品名              | 備考                   |
| ----------- | ------------------- | ---------------------- |
| BAN BAN BAN | ROCK CONCERT        | ライブバージョンで収録 |
| BAN BAN BAN | フロム イエスタデイ | 桑田佳祐ソロ名義の作品 |
| BAN BAN BAN | TOP OF THE POPS     | 桑田佳祐ソロ名義の作品 |
| BAN BAN BAN | いつも何処かで      | 桑田佳祐ソロ名義の作品 |
| 鰐          | ROCK CONCERT        | ライブバージョンで収録 |

## ミュージック・ビデオ収録作品
| 曲名        | 作品名 | 備考                                      |
| ----------- | ------ | ----------------------------------------- |
| BAN BAN BAN | MVP    | 桑田佳祐ソロ名義の作品 初回限定盤のみ収録 |
| 鰐          | 未収録 |                                           |

## ライブ映像作品
| 曲名        | 作品名                                                           | 備考                                                                                          |
| ----------- | ---------------------------------------------------------------- | --------------------------------------------------------------------------------------------- |
| BAN BAN BAN | ONE DAY KUWATA BAND〜ROCK CONCERT (AT TOHO STUDIO,19th Oct.1986) | LD盤のみ収録                                                                                  |
| BAN BAN BAN | 桑田さんのお仕事 07/08 〜魅惑のAVマリアージュ〜                  | 桑田佳祐ソロ名義の作品 キーを下げての歌唱                                                     |
| BAN BAN BAN | 宮城ライブ 〜明日へのマーチ!!〜                                  | 桑田佳祐ソロ名義の作品 キーを下げての歌唱                                                     |
| BAN BAN BAN | お互い元気に頑張りましょう!! -Live at TOKYO DOME-                | 桑田佳祐ソロ名義の作品 キーを下げての歌唱で且つアコースティックバージョンとしてアレンジされた |
| 鰐          | 未収録                                                           |                                                                                               |